# Himmelska uppenbarelser
Himmelska uppenbarelser, på latin Revelaciones celestes, är en bok som innehåller Heliga Birgittas uppenbarelser.
Drygt sexhundra av Heliga Birgittas uppenbarelser som nedtecknats, tillkom under en period av trettio år. Dessa finns bevarade och gavs ut i skrift 1492 och är Sveriges första bidrag till världslitteraturen. Himmelska uppenbarelser sammanställdes av tre av hennes fyra biktfäder, prior Petrus av Alvastra, magister Petrus Olavi från Skänninge, och spanske exbiskopen Alfonso av Jaén. Den svenska översättningen är gjord av T. Lundén, 1957–59 I Kungliga Bibliotekets samlingar förvaras två handskrivna originalkopior som bevarats till eftervärlden.
Himmelska uppenbarelser är uppdelat i åtta böcker och består av tre huvudgrupper. I den första huvudgruppen återfinns i huvudsak uppenbarelser som har ett bibliskt, teologiskt eller dogmatiskt innehåll. Här berörs bland annat treenigheten, inkarnationen, återlösningen, händelser i Kristi liv, hans födelse, lidande och död samt Jungfru Marias roll. Den andra huvudgruppen innehåller uppenbarelser som har ett budskap, är undervisande eller varnande och riktar sig till de styrande männen i världen, men även till kvinnor och till henne själv. Budskapen som hon riktar mot sig själv handlar om hennes förhållande till Gud, frestelser, svårigheter och hennes synder. Slutligen den tredje huvudgruppen, vilken har en nära koppling till grupp två och handlar om de uppenbarelser som behandlar domstolsscener eller beskrivningar av livet efter döden.
I Heliga Birgittas Himmelska uppenbarelser finns det en samling tillägg som kallas Extravaganses och Frälsarens ordensregel. Samt Sermo Angelicus, Ängelns lovsång över Jungfru Marias förträfflighet och fyra böner. Hit hör också Birgittas klosterregler, Regula Salvatoris och tillsammans bildar de enligt Birgit Klockars en enhetlig fjärde grupp.

## Den Heliga Birgittas Himmelska Uppenbarelser

### Textkritisk utgåva
- Heliga Birgittas Revelationes, det vill säga Uppenbarelserna på latin, utkom i textkritiska utgåvor åren 1956–2002 i Kungl. Vitterhets Historie och Antikvitets Akademiens regi.
- Sancta Birgitta. Revelaciones Lib. I. Ed. by C.-G. Undhagen. Stockholm 1978.
- Sancta Birgitta. Revelaciones Lib. II. Ed. by C.-G. Undhagen† and B. Bergh. Stockholm 2001.
- Sancta Birgitta. Revelaciones Lib. III. Ed. by A.-M. Jönsson. Stockholm 1998.
- Sancta Birgitta. Revelaciones Lib. IV. Ed. by H. Aili. Stockholm 1992.
- Sancta Birgitta. Revelaciones Lib. V. Ed. by B. Bergh. Uppsala 1971.
- Sancta Birgitta. Revelaciones Lib. VI. Ed. by B. Bergh. Stockholm 1991.
- Sancta Birgitta. Revelaciones Lib. VII. Ed. by B. Bergh. Uppsala 1967.
- Sancta Birgitta. Revelaciones Lib. VIII. Ed. by H. Aili. Stockholm 2002.
- Sancta Birgitta. Revelaciones extravagantes Ed. by L. Hollman. Uppsala 1956.
- Sancta Birgitta. Opera minora. Vol. I. Regula Salvatoris Ed. by. S. Eklund. Stockholm 1975.
- Sancta Birgitta. Opera minora. Vol. II. Sermo angelicus Ed. by. S. Eklund. Uppsala 1972.
- Sancta Birgitta. Opera minora. Vol. III. Quattuor oraciones Ed. by. S. Eklund. Stockholm 1991.

### Andra utgåvor
- Latin:

Birgitta; Johannes de Turrecremata, Matthias Lincopensis (1517) (på latin). Reuelationes celestes p̄electe spōse christi beate Birgitte vidue: de regno Suecie: octo libris diuise. Sicq; ordinate a religiosis patrib⁹: originalis monasterij sctārū Marie virginis et Birgitte in Vuatstenis: p̄maturo studio et exq̇sita diligētia: in hos infrascriptos numerū & ordinē accurati⁹ cōportate. Et si forte alique alie reuelationes (sicuti compertū est) btē Birgitte per errorē: aut temerarie a quoq̃; q̊modolibet ascribant̃: p̄ter has q̄ in hoc p̄senti volumine: aut in vita: seu legenda sancte Birgitte maiori cōtinent̃: tanq̃; false & erronee decernant̃. Adiungit̃ etiā in fine libror[um] Tabula principaliū sentētiarū in his libris cōtentarū: vti diligēs lector videre poterit. ([3. uppl.]). ... Insu₋p iam alterato in officina Federici Peypus. Sumptibusq; & impensis honesti viri Ioannis Kobergers civem Nuren bergen̄. impressum. Anno virginei partus. M.D.xvij. Decimaquinta. Mensis Novembris.. Libris 9546980
- Fornsvenska:

Birgitta; Klemming Gustaf Edvard (1857–1884). Heliga Birgittas Uppenbarelser. Samlingar utgivna av Svenska fornskriftsällskapet. Serie 1, Svenska skrifter, 0347-5026 ; 14:1-5. Stockholm: Norstedt. Libris 503195
Fulltext
- Modern svenska:

Birgitta; Lundén Tryggve (1957). Himmelska uppenbarelser.. Malmö: Allhem. Libris 8078621
- Modern svenska i urval:

Birgitta; Härdelin Alf, Borgehammar Stephan, Döbling Anna (2004). Uppenbarelser. Enskede: TPB. Libris 12582384
fulltext.